# 十二月部屋
《十二月部屋》(英文：Love in December) 是W創作社於 2002 在香港文化中心公演的舞台劇，亦是該團第五部作品。此劇繼續由生活出發，以愛情輕喜劇形式，講述一個在經濟低迷下發生的浪漫愛情故事。

## 背景
《十二月部屋》一劇的靈感來自當時尚未推出電影版的幾米繪本《向左走向右走》，但故事內容全新撰寫。此劇亦是著名導演司徒慧焯首次為 W 創作社擔住導演一職。

## 故事大綱
每個人都有一條寂寞路線。
無論你是獨身的、在蜜運中的、甚至是已婚的，城市人都會有寂寞的一刻。
寂寞是通宵時份獨個兒在便利店吃著微波爐食物......寂寞是當你跟伴侶訴說自己工作辛酸，對方口裡說明白但實則卻不甚暸解...... 寂寞是經過一日疲勞返回家中攤在床上自慰完畢...... 寂寞就像一條循環巴士路線，永無休止的重覆又重覆下去。
譚偉權飾Lenon，擁有音樂才華，曾經創作過一首全港大熱的流行曲。但性格決定命運，性格孤僻兼且反應有點遲鈍的他又怎可能在娛樂圈生存，只好走回頭做一個深宵當值的電腦程式員。但出乎他意料之外的是，自己已逐漸接受這種平淡的人生，只想能平平淡淡渡過餘下半生，每晚「行走」自己的寂寞路線──通宵營業的快餐店、旺角街頭的VCD店、深夜飛馳的小巴上......心裡只渴望能遇上一個可以長伴終老的生活伴侶。
每晚「行走」相同寂寞路線的還有27歲經濟拮据的手部模特兒黃雪琳(Michelle)。手部模特兒即是替護膚品、首飾鑽戒拍攝手部大特寫的那一種model。不是說Michelle的容貌駭人，過去她也曾擔當一些少女雜誌fashion page的女model。但現實迫人，27歲的她已難與16、17青春無敵的小女孩爭一席位。幸好她有一雙完美的手，才可轉型在廣告界立足，但早已對自己的前途、人生感到絕望，她只渴望能夠安安全全渡過孤獨的下半生。
儘管兩人「行走」路線相同，卻從未遇上。奇怪的是，無論是買VCD的品味、對待快餐店外籍老婦的態度等等，兩人都像法庭上受賄的證人──夾晒口供，互相配合。
是的。兩人應該會發展成一對戀人。
就在2002年經濟低迷的12月寒冬下，兩人在Gary的「部屋」終於遇上了......但今時今日，生活難，談戀愛更難。
不但沒有錢去享受那些奢侈的吃喝玩樂拍拖生活，更重要是當一個人連生活的自尊也失去時，連自己也不懂得愛自己，又怎去愛別人呢？
兩人的相遇，究竟會出現一個沒有金錢物質污染的100%純愛故事？抑或會因為現實的艱苦而令甚麼也不能發生呢？

## 演員表
譚偉權 飾Lenon
黃雪文飾Michelle
何浩源 飾VCD檔老闆、酒吧禿頭漢
陸昕飾Lilian、 印巴籍婦人
鄭穎儀 飾女上司、Lenon母親
曾若斌小朋友飾童年Lenon

## 演出歌曲
〈逃入我家的天使〉 (主題曲)   
曲 : 曾偉賢｜詞 : 陳銘匡｜唱 : 譚偉權、曾曉淇
〈故事結束〉   (插曲)   
曲 : 曾偉賢｜詞 : 陳銘匡｜唱 :曾曉淇
〈我的花〉 (插曲)
曲 : 曾偉賢｜詞 : 陳銘匡｜唱 : 譚偉權
〈仍是冬天〉(插曲)
曲 : 曾偉賢｜詞 : 陳銘匡｜唱 : 譚偉權

## 出版紀錄
《12月部屋》分別推出了兩個版本的原聲大碟，公演前與W創作社另一演出《廢柴》以雙CD形式發售，公演時則以單CD形式發售，加錄了新歌〈我的花〉。

## 外部連結
W創作社官方網頁（页面存档备份，存于）
W創作社Facebook 專頁（页面存档备份，存于）
W創作社微博（页面存档备份，存于）